# FU Ориона
FU Ориона (лат. FU Ori) — неправильная переменная звезда в созвездии Ориона, прототип фуоров, двойная звезда.
Блеск этой звезды на протяжении 120 суток (в 1936—1937 годах) возрос от 16m до 10m (звездных величин), то есть в 250 раз. В Солнечной системе подобная вспышка неизбежно выжгла бы всю Землю. Все это можно сравнить только со вспышкой новой или сверхновой, однако FU Ориона, во-первых, находилась в области звездообразования и поэтому должна была быть не старой, а напротив, чрезвычайно молодой звездой, а во-вторых, её яркость практически не менялась затем на протяжении многих десятков лет (за 40 лет зафиксировано ослабление всего лишь на 1,5m), тогда как оболочка сверхновой при расширении быстро остывает и яркость её падает. Причиной резкого увеличения яркости звезды оказалось быстрое поглощение вещества из окружающего её газопылевого диска. Астрономы определили, что за период с 1936 года по 2016 год FU Ориона проглотила материю, равную по массе 18 массам Юпитера. Предполагается, что яркость звезды вернётся к своему предыдущему состоянию только через несколько сотен лет.
Наблюдения на 3,6 метровом телескопе с адаптивной оптикой показали, что слабая красная звездочка, расположенная на расстоянии 0,5 угловой секунды является, по-видимому, компаньоном переменной звезды FU Ориона. (Наблюдения велись в ближнем ИК-диапазоне в котором компаньон на четыре звездные величины слабее основной звезды).
Наблюдения на телескопе ALMA в период 2017-2020 годов  показали, что FU Ori - пара звёзд, обращающихся вокруг общего центра масс. Каждая из звёзд окружена собственным протопланетным диском. Максимальной светимостью обладает звезда FU Orionis north, масса которой оценивается в 0,6 массы Солнца. Второй компонент системы -  FU Orionis south, имеет массу в 1,2 солнечных.